# Discografia di Ringo Starr
La seguente è la discografia di Ringo Starr, cantante e batterista dei Beatles, il quale, nel 1970, ha debuttato da solista con l'album Sentimental Journey e ha proseguito una carriera solista. L'unico periodo di forte inattività è rappresentato dalla seconda metà degli anni ottanta, caratterizzato unicamente da contributi a raccolte o colonne sonore.

## Legenda
- NP: non pubblicato in tale luogo
- I: ipotizzato per la pubblicazione, poi scartata
- ND: dato non disponibile

Ove non indicato, il formato dell'SP è il 7". I promos pubblicati lo stesso anno del singolo "standard" non sono stati indicati.

## Album in studio
| | USA  | UK   |
| --- | ---- | ---- |
| Sentimental Journey 27 marzo 1970 - Apple Records                                                      | 22°  | 7°   |
| Beaucoups of Blues 25 settembre 1970 - Apple                                                           | 65°  | -    |
| Ringo 2 novembre 1973 - Apple (USA) 23 novembre 1973 - Apple (UK)                                      | 2°   | 7°   |
| Goodnight Vienna 15 novembre 1974 - Apple                                                              | 8°   | 30°  |
| Ringo's Rotogravure 17 settembre 1976 - Atlantic Records (USA) 17 settembre 1976 - Polydor Records(UK) | 28°  | -    |
| Ringo the 4th 26 settembre 1977 - Atlantic (USA) 20 settembre 1977 - Polydor (UK)                      | 162° | -    |
| Bad Boy 21 aprile 1978 - Portait Records (USA) 21 aprile 1978 - Polydor (UK)                           | 129° | -    |
| Stop and Smell the Roses 27 ottobre 1981 - Boardwalk Records (USA) 2 novembre 1981 - RCA Records (UK)  | 98°  | -    |
| Old Wave                                                                                               | NP   | NP   |
| Time Takes Time 22 maggio 1992 - Private Music                                                         | -    | -    |
| Vertical Man 16 giugno 1998 (USA) 3 agosto 1998 - Mercury (UK)                                         | 61°  | 85°  |
| I Wanna Be Santa Claus 19 ottobre 1999 - Mercury                                                       | -    | -    |
| Ringo Rama 25 marzo 2003 - Koch Records                                                                | 113° | NP   |
| Choose Love 7 giugno 2005 (USA) 25 luglio 2005 (UK) - CNR Records                                      | -    | -    |
| Liverpool 8 15 gennaio 2008 (USA) 14 gennaio 2008 (UK) - Capitol Records                               | 94°  | 91°  |
| Y Not 12 gennaio 2010 - Universal Records                                                              | 58°  | -    |
| Ringo 2012 31 gennaio 2012 (USA) 31 gennaio 2012 (UK) - Hip-O Records                                  | 80°  | 181° |
| Postcards from Paradise 31 marzo 2015 - Universal Records                                              | 99°  | 157° |
| Give More Love 15 settembre 2017 - UMe                                                                 | 128° | 105° |
| What's My Name 25 ottobre 2019 - UMe                                                                   | 127° | 99°  |

## Album dal vivo (come Ringo Starr and His All Starr Band)[6]
| Titolo                                                          | Pubblicazione                                                | Formati                            |
| --------------------------------------------------------------- | ------------------------------------------------------------ | ---------------------------------- |
| Ringo Starr and His All-Starr Band..                            | 8 ottobre 1990 (USA) 10 ottobre 1990 (UK) - EMI              | 33 giri CD doppio CD audiocassetta |
| Ringo Starr and His All Starr Band Volume 2: Live from Montreux | 13 giugno 1992 (USA) 14 settembre 1993 (UK) - Rykodisc       | CD audiocassetta                   |
| Ringo Starr and His Third All-Starr Band-Volume 1               | 12 agosto 1997 - Blockbuster Records (USA)                   | CD                                 |
| VH1 Storytellers                                                | 20 ottobre 1998 (USA) 19 ottobre 1998 (UK) - Mercury Records | CD                                 |
| Ringo & His New All-Starr Band                                  | 6 agosto 2002 - King Biscuit(USA)                            | CD                                 |
| Extended Versions                                               | 01º aprile 2003 - Koch Records (USA)                         | CD audiocassetta                   |
| Tour 2003                                                       | 23 marzo 2004 - Koch (USA)                                   | CD                                 |
| Ringo Starr: Live at Soundstage                                 | 10 aprile 2007 - Koch (USA)                                  | CD CD & DVD (2009)                 |
| Ringo Starr and Friends                                         | 10 aprile 2007 - Disky Records (USA)                         | CD                                 |
| Ringo Starr & His All Starr Band Live 2006                      | 4 agosto 2008 - Koch (USA)                                   | CD                                 |
| Live at the Greek Theatre 2008                                  | 27 luglio 2010 - Hip-O Records (USA)                         | CD                                 |

## Raccolte
| Album | USA  | UK  |
| --- | ---- | --- |
| Blast from Your Past 20 novembre 1975 (USA) 12 dicembre 1975 (Gran Bretagna) - Apple Records             | 30°  | -   |
| Starr Struck: Best of Ringo Starr, Vol.2 24 febbraio 1989 - Rhino Records                                | -    | NP  |
| The Anthology..So Far 24 luglio 2001 (USA) 5 febbraio 2001 (Gran Bretagna) - EMG                         | -    | -   |
| Photograph: The Very Best of Ringo 28 agosto 2007 (USA) 27 agosto 2007 (Gran Bretagna) - Capitol Records | 130° | 26° |
| Ringo 5.1: The Surround Sound Collection 4 marzo 2008 - Koch Records                                     | -    | NP  |

## EP (Extended play)
| Titolo                      | USA  | UK |
| --------------------------- | ---- | -- |
| Zoom In 19 Marzo 2021 - UMe | 179° | -  |

## Singoli
| Lato A                                   | Lato B                                                                | Pubblicazione                                                                                | USA | UK             | Album di provenienza                                                                |  |
| ---------------------------------------- | --------------------------------------------------------------------- | -------------------------------------------------------------------------------------------- | --- | -------------- | ----------------------------------------------------------------------------------- |  |
| Beaucoups of Blues                       | Coochy Coochy                                                         | 5 ottobre 1970 - Apple Records                                                               | 87° | NP             | Beaucoups of Blues                                                                  |  |
| It Don't Come Easy                       | Early 1970                                                            | 16 aprile 1971 (USA) 9 aprile 1971 - Apple (Gran Bretagna)                                   | 4°  | 4°             | -                                                                                   |  |
| Back Off Boogaloo                        | Blindman                                                              | 20 marzo 1972 (USA) 17 marzo 1972 (Gran Bretagna)                                            | 9°  | 2°             | -                                                                                   |  |
| Photograph                               | Down and Out                                                          | 24 settembre 1973 (USA) 19 ottobre 1973 - Apple (Gran Bretagna)                              | 1°  | 8°             | Ringo                                                                               |  |
| You're Sixteen                           | Devil Woman                                                           | 3 dicembre 1973 (USA) 8 febbraio 1974 - Apple (Gran Bretagna)                                | 1°  | 4°             | Ringo                                                                               |  |
| Oh My My                                 | Step Lightly                                                          | 28 febbraio 1974 - Apple                                                                     | 5°  | NP             | Ringo                                                                               |  |
| Only You (And You Alone)                 | Call Me                                                               | 11 novembre 1974 (USA) 15 novembre 1974 - Apple (Gran Bretagna)                              | 6°  | 28°            | Goodnight Vienna                                                                    |  |
| Oo-Wee                                   | Oo-Wee                                                                | promo, 1974 - Apple (USA)                                                                    | -   | -              | Goodnight Vienna                                                                    |  |
| No No Song                               | Snookeroo                                                             | 27 gennaio 1975 - Apple                                                                      | 3°  | NP             | Goodnight Vienna                                                                    |  |
| Snookeroo                                | Oo-Wee                                                                | 21 febbraio 1975 - Apple                                                                     | NP  | -              | Goodnight Vienna                                                                    |  |
| (It's All Down to) Goodnight Vienna      | Oo-Wee                                                                | 2 giugno 1975 - Apple                                                                        | 31° | NP             | Goodnight Vienna                                                                    |  |
| Oh My My                                 | No No Song                                                            | 9 gennaio 1976 - Apple                                                                       | NP  | -              | Blast from Your Past                                                                |  |
| A Dose of Rock 'n' Roll                  | Cryin'                                                                | 20 settembre 1976 - Atlantic Records (USA) 15 ottobre 1976 - Polydor Records (Gran Bretagna) | 26° | -              | Ringo's Rotogravure                                                                 |  |
| You Don't Know Me at All                 | Cryin'                                                                | ottobre 1976 (Europa Centro-Meridionale)                                                     | NP  | NP             | Ringo's Rotogravure                                                                 |  |
| Hey! Baby                                | Lady Gaye                                                             | 22 novembre 1976 - Atlantic (USA) 29 novembre 1976 - Polydor (Gran Bretagna)                 | 74° | -              | Ringo's Rotogravure                                                                 |  |
| Un amore diverso (Leano Morelli)         | You Don't Know Me at All (Ringo Starr)                                | promo, 1976 - Philips/Polydor                                                                | NP  | NP             | Morelli: Nata libera Starr: Ringo's Rotogravure                                     |  |
| Wings                                    | Just a Dream                                                          | 25 agosto 1977 - Atlantic                                                                    | -   | NP             | Ringo the 4th                                                                       |  |
| Drowning in the Sea of Love              | Just a Dream                                                          | 18 ottobre 1977 - Atlantic (USA) 16 settembre 1977 - Polydor (Gran Bretagna)                 | -   | -              | Ringo the 4th                                                                       |  |
| Sneaking Sally Through the Alley         | Tango All Night                                                       | 1977 - Polydor (Australia)                                                                   | NP  | NP             | Ringo the 4th                                                                       |  |
| Tango All Night                          | It's No Secrets                                                       | 1978 - Polydor (Spagna)                                                                      | NP  | NP (Australia) | Ringo the 4th                                                                       |  |
| Lipstick Traces (On a Cigarette)         | Old Time Relovin'                                                     | 18 aprile 1978 - Portait Records                                                             | -   | I              | Bad Boy                                                                             |  |
| Heart on My Sleeve                       | Who Needs a Hearth                                                    | 6 luglio 1978 - Portait                                                                      | -   | NP             | Bad Boy                                                                             |  |
| Tonight                                  | Heart on My Sleeve                                                    | 21 luglio 1978 - Polydor                                                                     | NP  | -              | Bad Boy                                                                             |  |
| Wrack My Brain                           | Drumming Is My Madness                                                | 27 ottobre 1981 - Boardwalk Records (USA) 11 novembre 1981 - RCA Records (Gran Bretagna)     | 38° | -              | Stop and Smell the Roses                                                            |  |
| Private Property                         | Stop and Take the Time to Smell the Roses                             | 13 gennaio 1982 - Boardwalk                                                                  | -   | NP             | Stop and Smell the Roses                                                            |  |
| In My Car                                | As Far as We Can Go                                                   | 1983 - Bellaphon Records (Germania, Austria, Svezia)                                         | NP  | NP             | Old Wave                                                                            |  |
| I Keep Forgettin'                        | She's About a Mover                                                   | promo, 1984 - RCA (Messico)                                                                  | NP  | NP             | Old Wave                                                                            |  |
| Sun City                                 | Sun City                                                              | 1985 - Manhattan Records                                                                     | 38° | 21°            | Artists United Against Apartheid, Sun City                                          |  |
| You Know It Makes Sense                  | ND                                                                    | 1986 - Phoneix House 12"                                                                     | -   | -              | Artisti vari, The Live-In World Anti-Heroin Album                                   |  |
| Mickey Mouse March (Aaron Neville)       | When You Wish Upon a Star (Ringo Starr feat. Herb Alpert)             | promo, 1988 - A&M Records (Germania)                                                         | NP  | NP             | Aristi vari, Stay Awake: Various Interpretations of Music from Vintage Disney Films |  |
| You Never Know                           | -                                                                     | promo, 1991 - Giant Records (USA)                                                            | -   | NP             | Aristi vari, Curly Sue - Motion Picture Soundtrack                                  |  |
| Act Naturally (Buck Owens & Ringo Starr) | The Key's in the Mailbox (Buck Owens)                                 | 1989 - Capitol Records (USA)                                                                 | 27  | NP             | -                                                                                   |  |
| Weight of the World                      | After All These Years Don't Be Cruel (solo CD)                        | 28 aprile 1992 (USA) 4 maggio 1992 - Private Music (Gran Bretagna)                           | -   | 74°            | Time Takes Time                                                                     |  |
| Don't Go Where the Road Don't Go         | Don't Know a Thing About Love Everyone Wins (solo maxi-singolo)       | 21 settembre 1992 - Private (Germania)                                                       | I   | NP             | Time Takes Time                                                                     |  |
| She's About a Mover                      | -                                                                     | promo, 1994 - The Right Stuff (USA)                                                          | -   | NP             | Old Wave                                                                            |  |
| La De Da (Radio Edit)                    | Everyday (USA) Love Me Do (CD, Germania) Love Me Do/Everyday/La De Da | giugno 1998 - Mercury Records                                                                | -   | -              | Vertical Man                                                                        |  |
| King of Broken Hearts (Radio Edit)       | King of Broken Hearts (Album Version)                                 | promo, 1998 - Mercury (USA)                                                                  | -   | NP             | Vertical Man                                                                        |  |
| Mr. Double-It-Up                         | Sometimes/Good News                                                   | promo, 1998 - Mercury                                                                        | -   | -              | Scarti di Vertical Man                                                              |  |
| One                                      | -                                                                     | promo, 1998 - Mercury (UK)                                                                   | NP  | -              | Vertical Man                                                                        |  |
| Never Without You (Radio Edit)           | Missouri Loves Company (Album Version)                                | promo, 2003 - Koch Records (Europa)                                                          | NP  | -              | Ringo Rama                                                                          |  |
| Imagine Me There                         | Ringo on "Imagine Me There"                                           | promo, 2003 - Koch (USA)                                                                     | -   | NB             | Ringo Rama                                                                          |  |
| Fading In Fading Out                     | -                                                                     | promo, 2005 - CNR Records (Svezia)                                                           | -   | -              | Choose Love                                                                         |  |
| Walk with You                            | -                                                                     | promo, 21 dicembre 2009 - Hip'O Records (USA) 2010 - Universal Records                       | -   | -              | Y Not                                                                               |  |
| Wings                                    | -                                                                     | Singolo digitale 10 gennaio 2012 - Hip'O                                                     | -   | -              | Ringo 2012                                                                          |  |

### Ristampe
| Lato A                   | Lato B              | Pubblicazione                      | Note                                         |
| ------------------------ | ------------------- | ---------------------------------- | -------------------------------------------- |
| Back Off Boogaloo        | Blindman            | 1976 - Capitol Records (USA)       | vinile arancione                             |
| It Don't Come Easy       | Early 1970          | 1976 - Capitol Records (USA)       | etichetta arancione                          |
| It Don't Come Easy       | Early 1970          | 1978 - Capitol Records (USA)       | etichetta viola                              |
| Only You (And You Alone) | Call Me             | 1978 - Capitol Records (USA)       | etichetta viola                              |
| Photograph               | Down and Out        | 1978 - Capitol Records (USA)       | etichetta viola                              |
| It Don't Come Easy       | Early 1970          | 1983 - Capitol Records (USA)       | etichetta standard con contorno arcobaleno   |
| No No Song               | Snookeroo           | 1983 - Capitol Records (USA)       | etichetta bianca con contorno arcobaleno     |
| Photograph               | Down and Out        | 1983 - Capitol Records (USA)       | etichetta standard con contorno arcobaleno   |
| It Don't Come Easy       | Back Off Boogaloo   | 12 marzo 1984 - EMI                | Doppio lato A Per la serie "Golden 45s"      |
| It Don't Come Easy       | Early 1970          | 1988 - Capitol Records (USA)       | etichetta viola                              |
| No No Song               | Snookeroo           | 1988 - Capitol Records (USA)       | etichetta viola                              |
| Photograph               | Down and Out        | 1988 - Capitol Records (USA)       | etichetta viola                              |
| Wrack My Brain           | Private Property    | 1º novembre 1994 - The Right Stuff | Stessa data della ristampa di In My Car      |
| In My Car                | As Far as We Can Go | 1º novembre 1994 - The Right Stuff | Stessa data della ristampa di Wrack My Brain |

### Altro
Sul libro di Ringo Octopus's Garden è stato incluso un CD contenente variazioni dell'omonimo brano.

## Colonne sonore
Ringo Starr è, inoltre, il principale artista della colonna sonora Scouse the Mouse, pubblicato, nel solo Regno Unito, il 9 dicembre 1977; gli altri vocalists sono Barbara Dickson, Roger Brown, Ben Chatterly, Adam Faith, Lucy Pleasence, Polly Pleasence (la quale ha un duetto con Starr su I Know a Place), Jim Parker e Rick Jones.

## Discografia con i Beatles
- Please Please Me - 1963
- With the Beatles - 1963
- A Hard Day's Night - 1964
- Beatles for Sale - 1964
- Help! - 1965
- Rubber Soul- 1965
- Revolver - 1966
- Sgt. Pepper's Lonely Hearts Club Band - 1967
- Magical Mystery Tour - 1967
- The Beatles - 1968
- Yellow Submarine - 1969
- Abbey Road - 1969
- Let It Be - 1970[15]